# 苫屋
苫屋（とまや）は苫葺き（とまぶき）の粗末な小屋や小家屋のこと。苫（とま）はスゲやチガヤなどで編んで作った筵（むしろ）のことで、小屋の屋根や舟の覆いに用いる。